# 麻生鉱業
麻生鉱業株式会社（旧社名は麻生商店、のちの麻生産業）は、麻生太賀吉が経営した鉱業会社。かつては麻生グループの根幹をなしていた企業である。
炭鉱大手18社のひとつであった。
現在の株式会社麻生は、当社から分社された麻生セメントが社名変更したものである。

## 歴史
1872年（明治5年）、筑前国嘉麻郡の庄屋であった麻生太吉が炭鉱業に乗り出したのが麻生鉱業の起源である。その後1918年（大正7年）に、事業を法人化し「株式会社麻生商店」を設立した。
1941年（昭和16年）に「麻生鉱業株式会社」に改称した。当時ワイヤーロープなどは配給制であったが、「麻生商店」の社名が災いして、「ブローカーに配給の必要なし」と配給が差し止められた椿事があり、これを機に社名を変更することになった。
戦時中、炭鉱業は重要産業であったため、各炭鉱には憲兵が配置されていた。戦後は労働組合が結成され、納屋制度の一部が改善していった。
1954年（昭和29年）10月、麻生家が経営する産業セメント鉄道と合併し「麻生産業株式会社」となった。
しかし石炭産業の衰退により、炭鉱は次々と閉山に追い込まれた。そして1966年（昭和41年）に炭鉱労働者は全員解雇され、セメント部門は「麻生セメント株式会社」に分社化された。麻生産業も1969年（昭和44年）6月30日に廃業・解散し、以降は麻生セメントが麻生グループの中核企業となった。

## 戦争捕虜問題

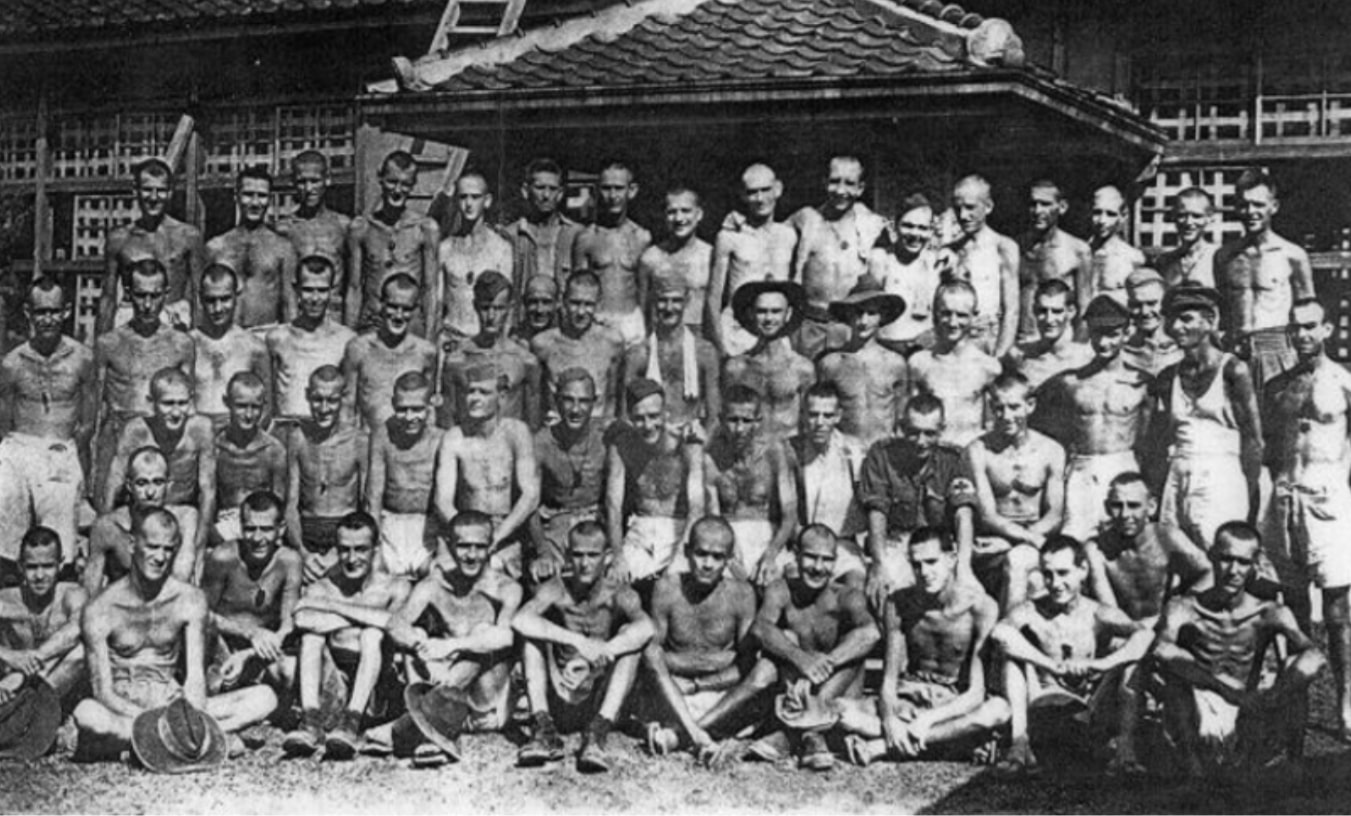
戦争捕虜

戦前、納屋制度などがあり労働環境が劣悪だとして問題になることがあった。筑豊地方において同社は三菱系についで朝鮮人炭鉱労働者、被差別部落民が多かった。1932年7月25日には朝鮮人による労働争議が起き、これは筑豊全体に広がる大規模なものであった。この背景としては以下のようなものが挙げられる。
- 長時間労働で危険な仕事にもかかわらず他の炭鉱より安い賃金（他の炭鉱の二分の一ほどの給与）
- さらに朝鮮人労働者は給料が2割カットされていた。
- 食事や住居等最悪の生活環境。
- 日常茶飯事の暴力。
- 朝鮮人労働者の休日が無いこと。
- 場所によっては無給で働かされていたこと。

などが原因となった。この争議には全国水平社も朝鮮人側を支援。対する炭鉱側は警察や暴力団員、特高を動員して争議は行われ、9月3日には現職復帰109人、解雇191人をもってこの争議は終了した。
1939年時点で麻生炭鉱には約1000人の朝鮮人労働者がおり、労働環境は過酷でダイナマイトなどを使う危険な作業により1日に一人から二人は亡くなり、1940年代以降、朝鮮人労働者が大きく増えたため朝鮮人寮が別途あったが、自由のない収監所同然の生活だったと中央日報は主張している。
さらに賃金がまともに支給されなかったり、日常的に暴力を振るわれたりするなどした結果、1944年に福岡県が作成した「移入半島人（朝鮮人）労務者に関する調査表」によれば、過酷な労働環境により麻生鉱業の全労働者7996人のうち61.5%にのぼる4919人が逃走したとされる。
2006年、ジャパン・フォーカス（英・5月）、インターナショナル・ヘラルド・トリビューン（11月）の記事において麻生鉱業の俘虜使役が批判され話題となった。ニューヨークにある日本総領事館はホームページに「証拠の提示もなしに、このような断定的な表現を用いることは全く不当」などの反論を掲載した。
2007年5月29日付のジャパン・タイムズは、ウイリアム・アンダーウッドによる麻生鉱業の俘虜使役を証明する記事を掲載。アンダーウッドは麻生太郎や日本外務省による俘虜使役の否定を批判した。
2008年11月13日の参議院外交防衛委員会において、民主党の藤田幸久議員は、米国国立公文書館所蔵の「麻生鉱業報告書」を示しながら、麻生太郎首相・中曽根外務相に対して質問を行った。この資料は敗戦直後に麻生鉱業から俘虜情報局に提出されたものであり、否定できない俘虜使役の証拠であった。政府は12月18日になって、藤田幸久議員に対し、俘虜情報局から引き継がれた厚生労働省保管文書を公開。麻生鉱業には外国人捕虜 300人（イギリス人、オランダ人、オーストラリア人）が、1945年5月10日から同年8月15日まで、麻生鉱業吉隈炭坑で労働していたこと、うち2人のオーストラリア人捕虜が死亡していることが明らかになった。また日本総領事館はサイトに掲載していた反論文を削除した。
2009年4月、戦時中に炭鉱で強制労働させられていた元戦争捕虜のオーストラリア人3名が、親族で内閣総理大臣（当時）の麻生太郎に対して謝罪と補償を請求した。

## 炭鉱事故
1936年（昭和11年）1月25日、麻生吉隈炭鉱でガス爆発事故が発生。29人が死亡した。